# Agip
Agip (Azienda generale italiana petroli) foi uma empresa italiana que actuava no comércio varejista de combustíveis, de propriedade do grupo Eni, tendo sido absorvida por este em 1998.

## Brasil
Em 1981, a Agip comprou integralmente a Liquigás do Brasil, que foi transformada na Agip Liquigás.
Em 1984, em sociedade com outra distribuidora de GLP, a Agip Liquigás constituiu a Companhia Nordestina de Gás (Novogás), passando a atuar no Nordeste do país. No início dos anos 1990, a Novogás adquiriu a Tropigás,  que atuava na região Norte. Em 1997, a Agip Liquigás passou a ser a única acionistas das duas empresas.
Em 1998, a empresa passa a atuar no setor de distribuição de combustíveis, ao comprar uma rede de postos em São Paulo. Em 2000, adquiriu uma parte da rede de postos da Shell e, em 2001, a rede Ipê Distribuidora de Petróleo.
Em 1999, a Agip Liquigás passou a atuar de forma independente na produção e distribuição de lubrificantes automotivos e industriais, bem como na fabricação de registros de gás para uso doméstico.
Em 2000, a Agip Liquigás passa a se chamar Agip do Brasil.
Em agosto de 2004, a BR Distribuidora, subsidiária do grupo Petrobras, comprou a Agip do Brasil por US$ 450 milhões, tendo sido convertida em Liquigás Distribuidora. A BR Distribuidora absorveu os ativos de lubrificantes e combustíveis da Liquigás, que continuou no segmento de distribuição de GLP.

## Patrocínios
Entre 1974 e 1995 a Agip foi patrocinadora técnica da Equipa Ferrari de F1. E no Brasil, na década de 80 a Agip foi uma das patrocinadoras do clube esportivo brasileiro Palmeiras, sendo substituída pela Coca-Cola em 1989.

## Galleria

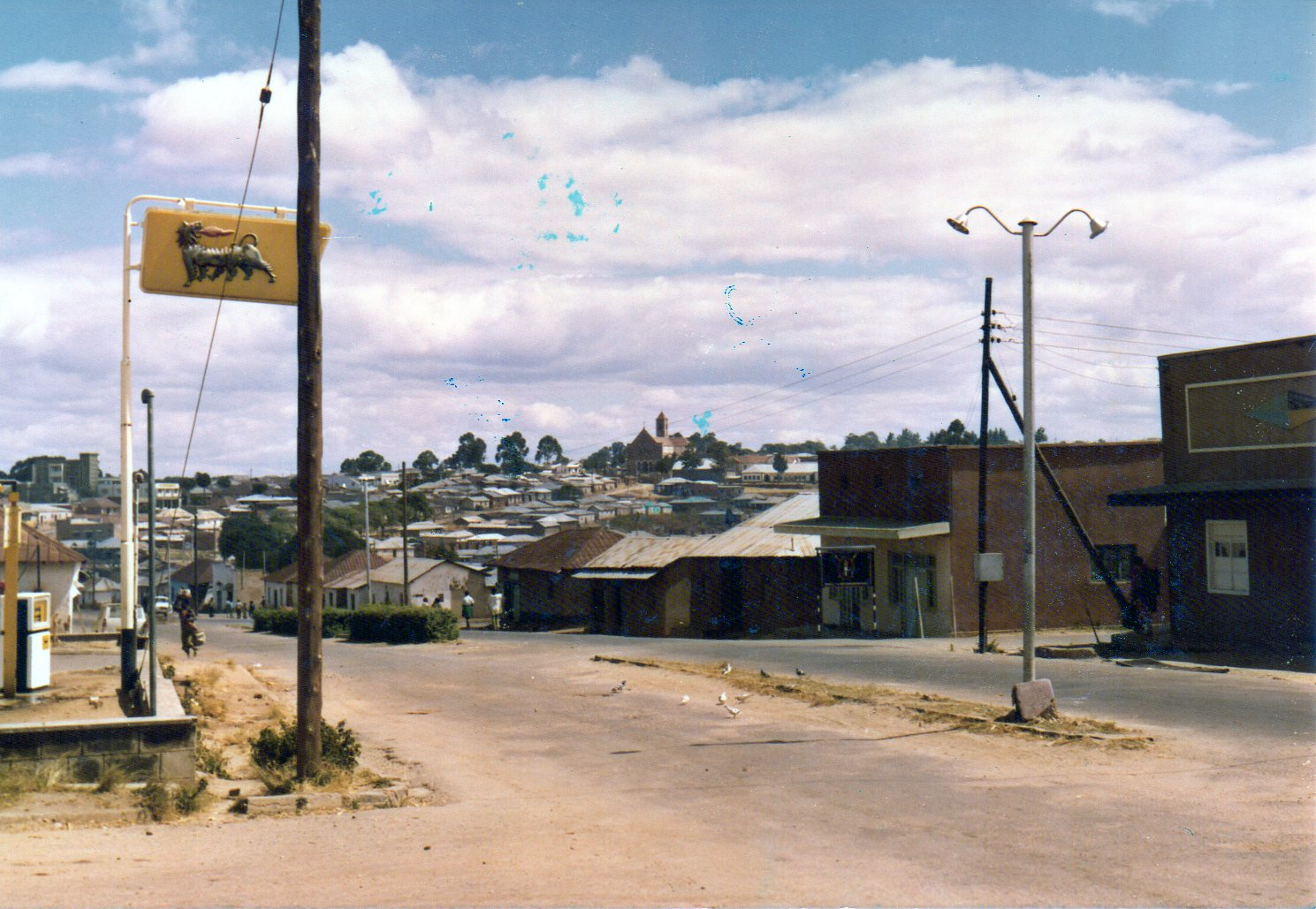
Iringa, Tanzania, década de 1970
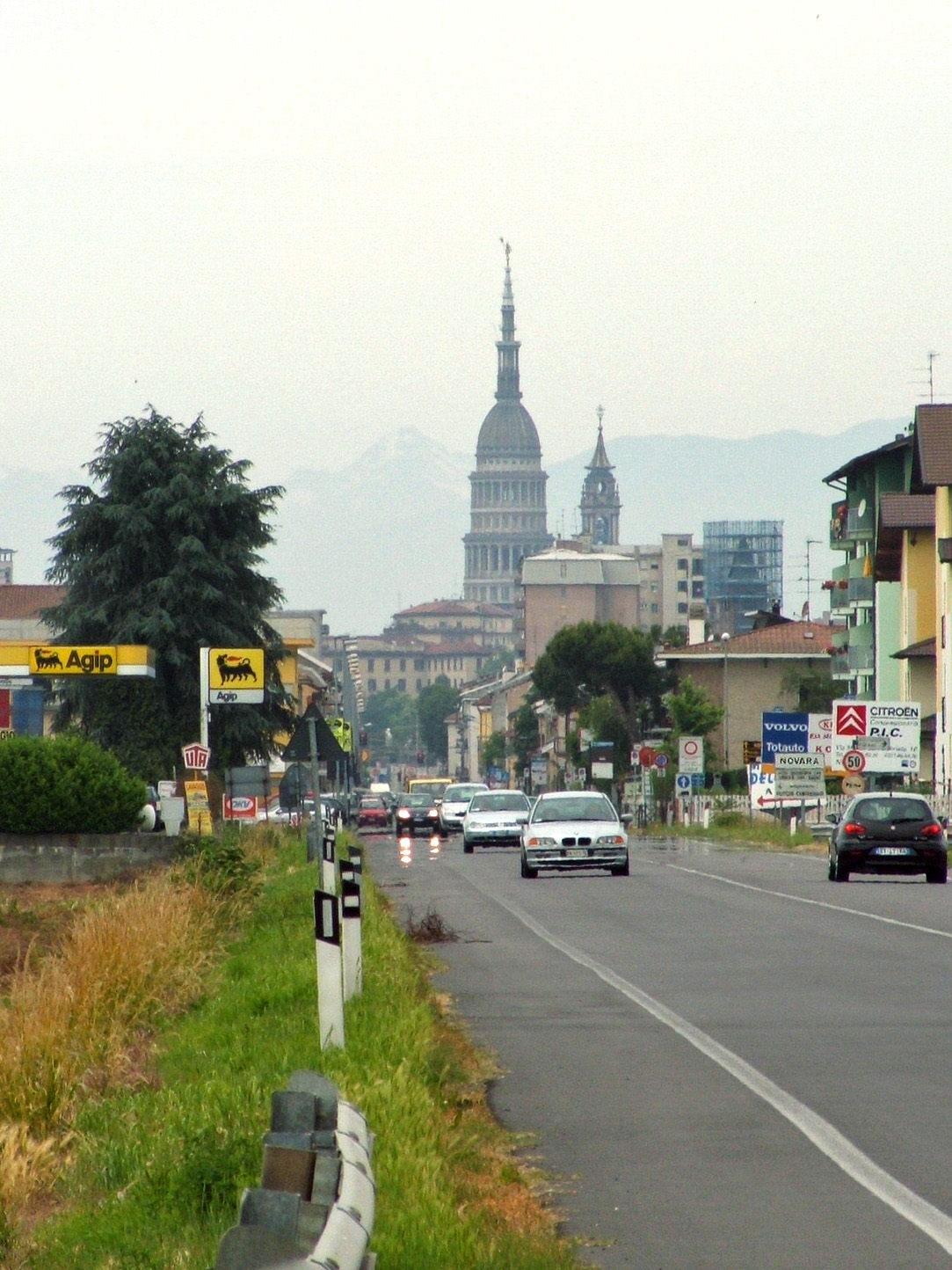
Em Novara
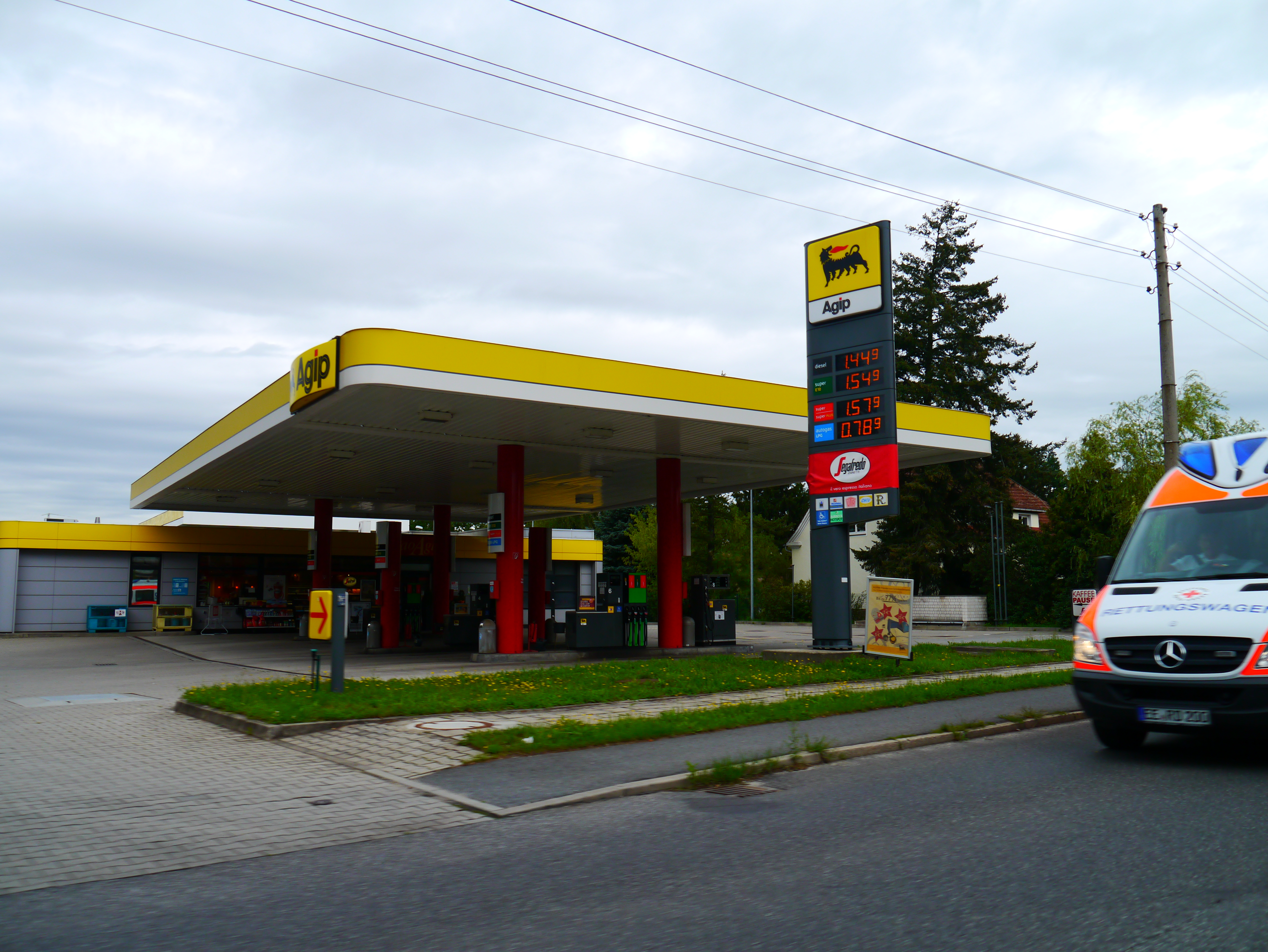
Em Brandenburg
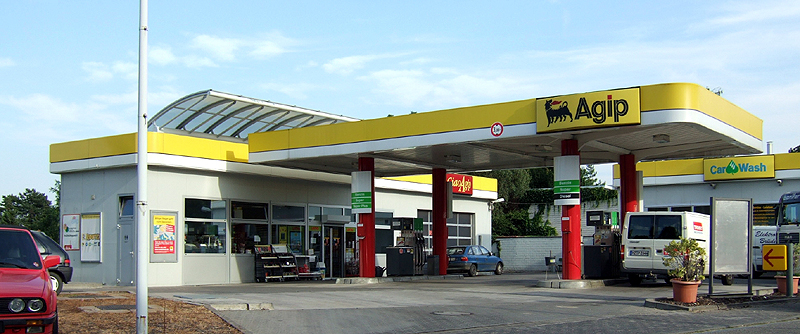
Posto na Itália